# 李满春
李满春（1964年6月—），南京大学教授，研究方向为数字地图与应用地图学等。任中华人民共和国教育部2015年度“长江学者”特聘教授。

## 生平
1987至1997年先后获得南京大学学士、硕士、博士学位，1990年至今，在同校任教。